# Adire

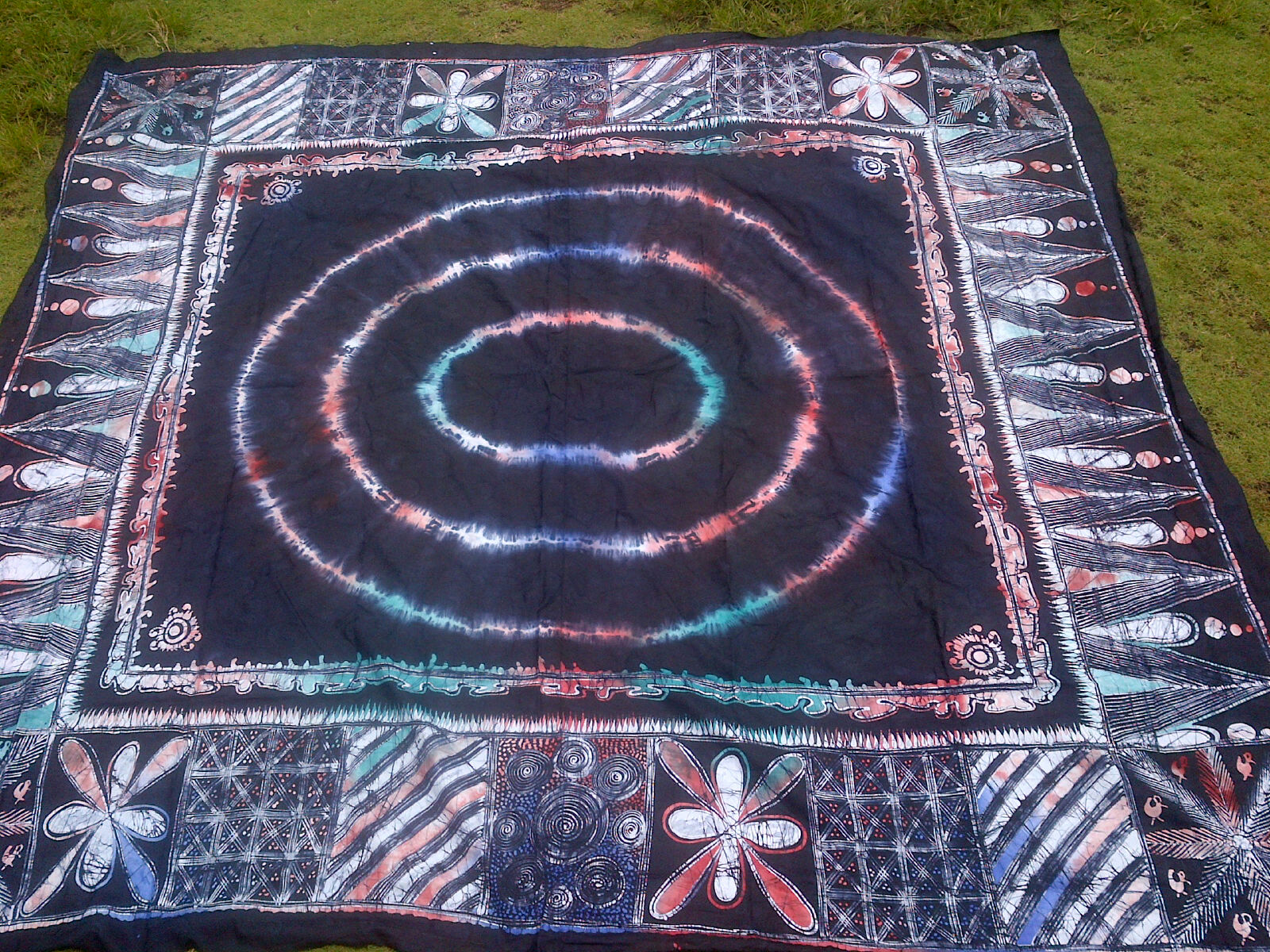
Współczesne adire

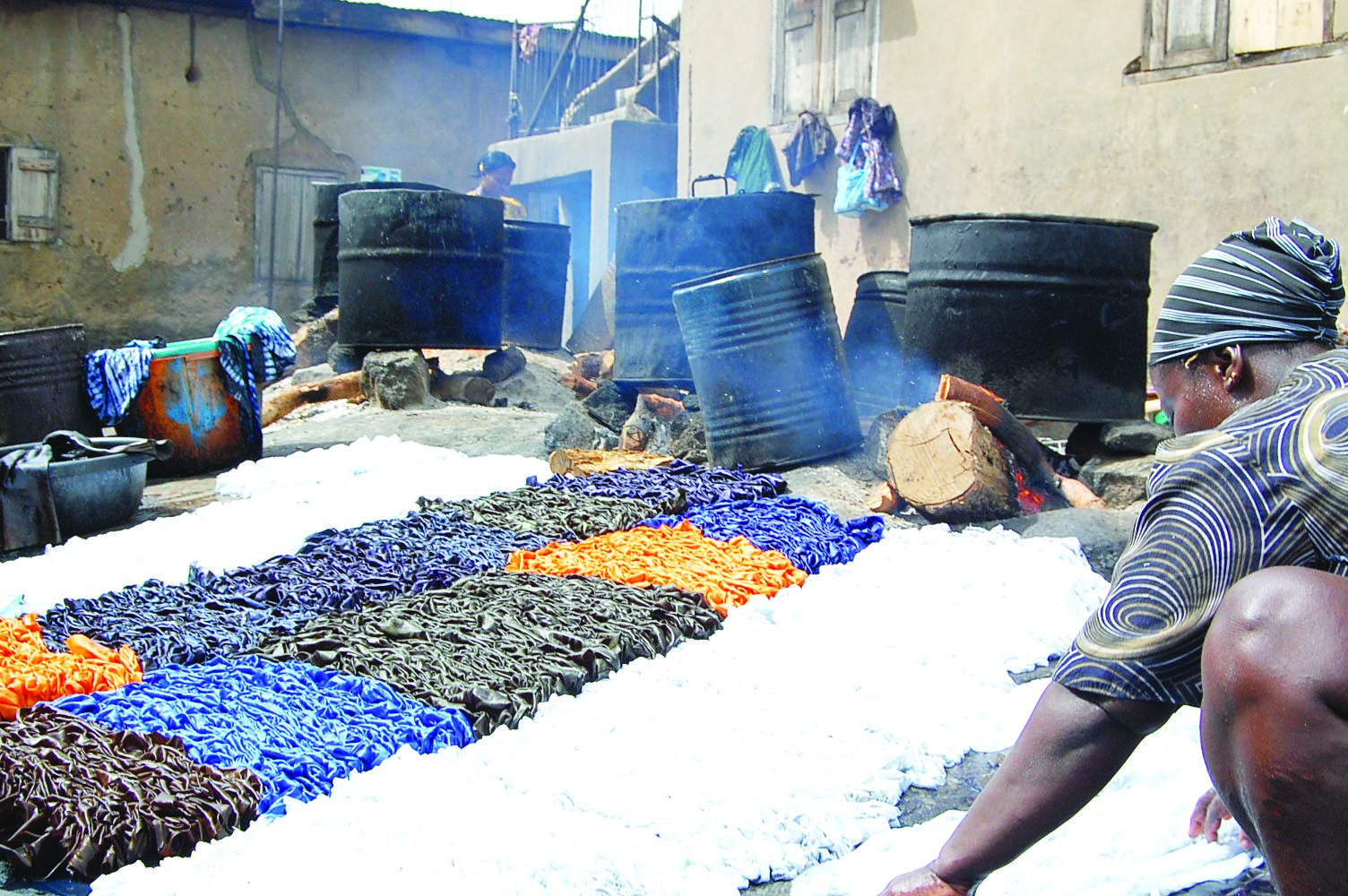
Adire (Nigeria)

Adire (w języku joruba – barwnik) tkaniny pierwotnie barwione na błękitno indygiem, ozdabiane różnymi wzorami, wykonywane w południowo-zachodniej Nigerii głównie przez kobiety Jorubów przy użyciu różnych technik barwienia i zdobienia.
Adire stosowane są jako ubrania, obrusy, wszelkiego rodzaju nakrycia i narzuty, czy zasłony.

## Historia
Pierwotnie tkaniny adire farbowane były na błękitno ale wraz z wprowadzaniem większej palety barwników syntetycznych importowanych z Europy w XX wieku adire nabierało nowych kolorów. Pierwsze formy adire to błękitne tło kontrastujące z białymi lub ciemnobłękitnymi wzorami. Biało-błękitny kontrast powstaje przez pozostawienia nie barwionych niczym wzorów na materiale przez różnego rodzaju maskowanie, np. zawiązywanie materiału, czy nakładanie wosku na miejsca, które mają zostać niezabarwione. Dawniej tkaniny, na których stosowano wzory powstawały przez tkanie na prymitywnych tkalniach zbudowanych z drewna. Jednak wraz z importem materiałowych koszul przez europejskich kupców zaczęto barwić inne tkaniny. Przedstawiają one często sceny z życia na wsi, egzotyczne zwierzęta czy maski. W adire zwykle nie stosuje się perspektywy, światła i cienia. Z czasem zaczęto masową produkcje adire za pomocą metalowych szablonów wyciętych z cynowych arkuszy, co wpłynęło na pogorszenie jakości.